# Kiến trúc Nga

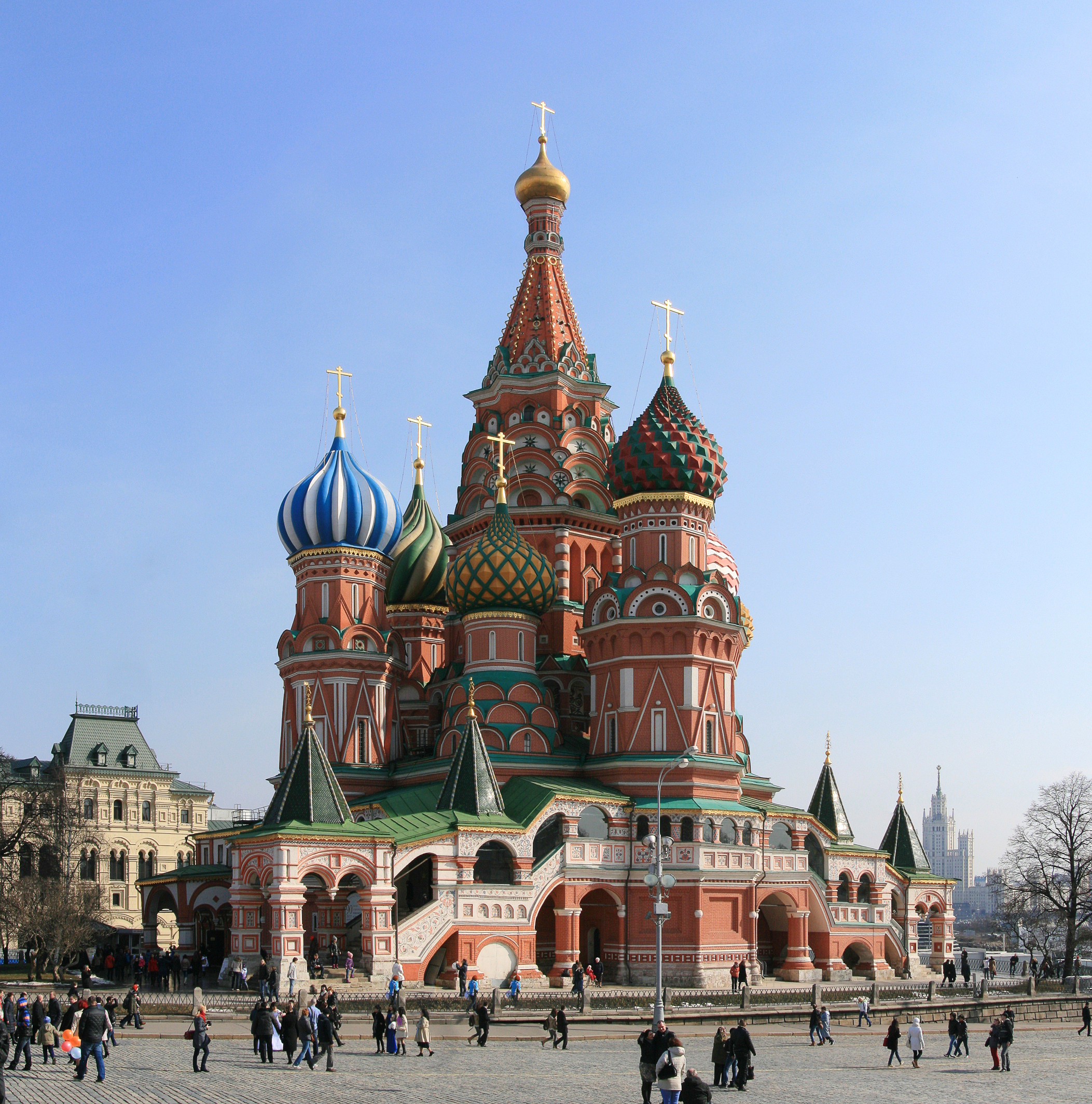
Nhà thờ chính tòa Saint Basil (1482–95) là một ví dụ điển hình của kiến trúc Moskva Nga.

Kiến trúc Nga kế tục một truyền thống khởi nguồn từ kiến trúc gỗ xa xưa của người Nga (chứa đựng nhiều thành tố bản địa) và từ kiến trúc của nước Nga Kiev (Kievan Rus'), với hai trung tâm là Veliky Novgorod và Kiev. Từ thời nước Nga Kiev, Đế chế Byzantine đã có những ảnh hưởng tới kiến trúc và văn hóa Nga. Nói cách khác, kiến trúc Nga phát triển độc lập và chứa những yếu tố mang tính quốc gia và địa phương rất đặc trưng. Sau khi thành Kiev sụp đổ trước quân Mông Cổ, kiến trúc Nga tiếp tục tồn tại ở các công quốc Vladimir-Suzdal, Novgorod - những tiểu quốc kế tục Sa quốc Nga. Những nhà thờ lớn của nước Nga Kiev, được xây dựng sau khi nước Nga chính thức theo Ki-tô giáo vào năm 988, chính là những ví dụ đầu tiên về công trình kiến trúc đồ sộ tại khu vực Đông Slav. Những nhà thờ Chính Thống giáo phương Đông đầu tiên chủ yếu làm từ gỗ, hình thức rất đơn giản. Nhà thờ chính tòa (cathedral) thường có nhiều mái vòm nhỏ, điều này giúp các sử gia phần nào hình dung được hình dáng đền thờ đa thần của người Slav.
Nhà thờ chính tòa Thánh Sophia ở Novgorod (1044-1052) mang tới một phong cách mới, ảnh hưởng mạnh mẽ đến kiến trúc nhà thờ Nga. Tường dày mộc mạc, cửa sổ hẹp và nhỏ rất giống kiến trúc Romanesque ở Tây Âu. Hình dạng các mái vòm hình củ hành là đặc trưng dễ nhận của kiến trúc Nga. Sự xa rời khuôn mẫu kiến trúc Byzantine hiển hiện rõ ràng ở các nhà thờ xây dựng sau này tại Novgorod: Nhà thờ Thánh Nicholas (1113), Nhà thờ Thánh Anthony  (1117–19), và  Nhà thờ Thánh George (1119). Kiến trúc thế tục của nước Nga Kiev còn tồn tại rất ít. Tính đến thế kỷ 20, chỉ còn Cổng Vàng thành Vladimir có thể được xem là công trình kiến trúc thực sự của thời tiền-Mông Cổ, mặc dù công trình này đã trải qua khá nhiều tu sửa vào thế kỷ 18. Vào thập niên 1940, nhà khảo cổ học Nikolai Voronin phát hiện phế tích trong tình trạng khá tốt của cung điện Andrei Bogolyubsky tại Bogolyubovo (xây trong khoảng từ 1158 đến 1165).
Thời Mông Cổ xâm lăng, thành phố Novgorod may mắn vẫn giữ được nếp kiến trúc. Những nhà thờ đầu tiên được các công tước ủy thác xây dựng. Tuy nhiên, sau thế kỷ 13, thương nhân, phường hội và dân chúng tự đứng lên xây dựng nhà thờ. Cư dân thành Novgorod hồi thế kỷ 13 nổi danh vì sự khôn ngoan, cần cù và giàu có, mở rộng vùng sinh sống từ Baltic tới Bạch Hải. Mãi cho tới những năm đầu thế kỷ 12, kiến trúc Novgorod mới bắt đầu nở rộ. Nhà thờ chính tòa Sophia Novgorod bắt chước kiến trúc nhà thờ Thánh Sophia ở Kiev; cả hai khá tương đồng về hình dáng, nhưng Sophia Novgorod nhỏ hơn, hẹp hơn và những mái vòm hình củ hành đã thay thế mái vòm cupola. Thợ xây đến từ Kiev giám sát quá trình xây dựng nhà thờ này, họ cũng đưa gạch đến. Vật liệu xây dựng chủ yếu là đá phiến tự nhiên (field stone) và đá vôi khối chưa qua cắt gọt. Người ta cho rằng bên trong nhà thờ được trang hoàng bằng tranh bích họa (fresco), nhưng hiện nay tất cả đều đã mờ mất hết. Cửa ra vào làm từ đồng.
Nhà thờ của tu viện Yuriev được công tước Vsevolod thành Pskov giao xây dựng năm 1119. Kiến trúc sư là Nghệ nhân Peter, một trong vài kiến trúc sư thời kỳ này ở Nga đã được sử sách ghi chép lại. Bên ngoài mở ra các cửa sổ hẹp và trổ những hốc tường đôi, cứ thế lặp lại rất nhịp nhàng trên mặt chính của công trình. Tường bên trong vươn tới chiều cao 20 mét. Các cột trụ dựng gần nhau, càng tăng cảm giác về chiều cao của vòm trần nhà. Bên trong trang hoàng tranh bích họa do các công xưởng của công tước thực hiện, bao gồm một số những bức tranh thuộc hàng hiếm nhất thời bấy giờ.
Nhà thờ Biến hình của Chúa Cứu thế là công trình tưởng niệm hiệp sĩ huyền thoại IIya Muromets. Trong thời Mông Cổ xâm lăng, Ilya được cho là người đã cứu thành phố này. Nhà thờ xây nên để tưởng niệm ông vào năm 1374, trên đường Elijah. Trong thời kỳ này, thành quốc Novgorod thiết lập một giáo khu riêng dành cho các công tước, từ đó chia thành phố ra thành hàng loạt đường phố. Cửa sổ của nhà thờ này được thiết kế chi tiết hơn, các hốc tường sâu hơn và mái vòm được tôn lên bằng bờ mái dốc.
Một nhà thờ khác trông rất giống Nhà thờ Biến hình là nhà thờ Thánh Peter và Paul ở Kozhevniki, xây năm 1406 và sự khác nhau chủ yếu giữa hai nhà thờ này nằm ở vật liệu xây dựng. Chi tiết nhà thờ tập trung ở mặt phía tây và phía nam. Các mô-típ trang trí mới trên gạch xuất hiện ở thời kỳ này. Gạch cũng được sử dụng để làm trụ bổ tường (pilaster), tạo nên những phần nổi trên mặt chính công trình.

## Kiến trúc thời Tiền-Kitô giáo (trước năm 988)
Kiến trúc Nga thời kỳ này là sự tổng hòa giữa kiến trúc Byzantine và Đa thần giáo. Một số đặc điểm tiếp nhận từ đền thờ đa thần giáo là gian trưng bày tranh tượng phía ngoài và số lượng lớn ngọn tháp. Trong giai đoạn giữa thế kỷ 6 và thế kỷ 8, người Slav xây dựng nhiều thành trì, được gọi là grods.

## Thời kỳ nước Nga Kiev theo Kitô giáo (988-1230)
Nước Nga Kiev thời trung cổ bao gồm những vùng đất ngày nay thuộc Ukraina, Nga và Belarus, với trung tâm là thành phố Kiev và Novgorod. Kiến trúc nước Nga Kiev là thời kỳ đầu tiên trong lịch sử kiến trúc Nga, với một phong cách nhanh chóng định hình ngay sau sự kiện Ki-tô hóa nước Nga vào năm 988, và chịu ảnh hưởng mạnh mẽ từ kiến trúc Byzantine.

Sau khi Nga Kiev tan rã do cuộc xâm lăng của Mông Cổ vào nửa đầu thế kỷ 13, truyền thống kiến trúc tiếp tục duy trì tại công quốc Novgorod, Vladimir Suzdal, Galicia-Volhynia và về sau trực tiếp ảnh hưởng tới kiến trúc ba nước Nga, Ukraina và Belarus. 

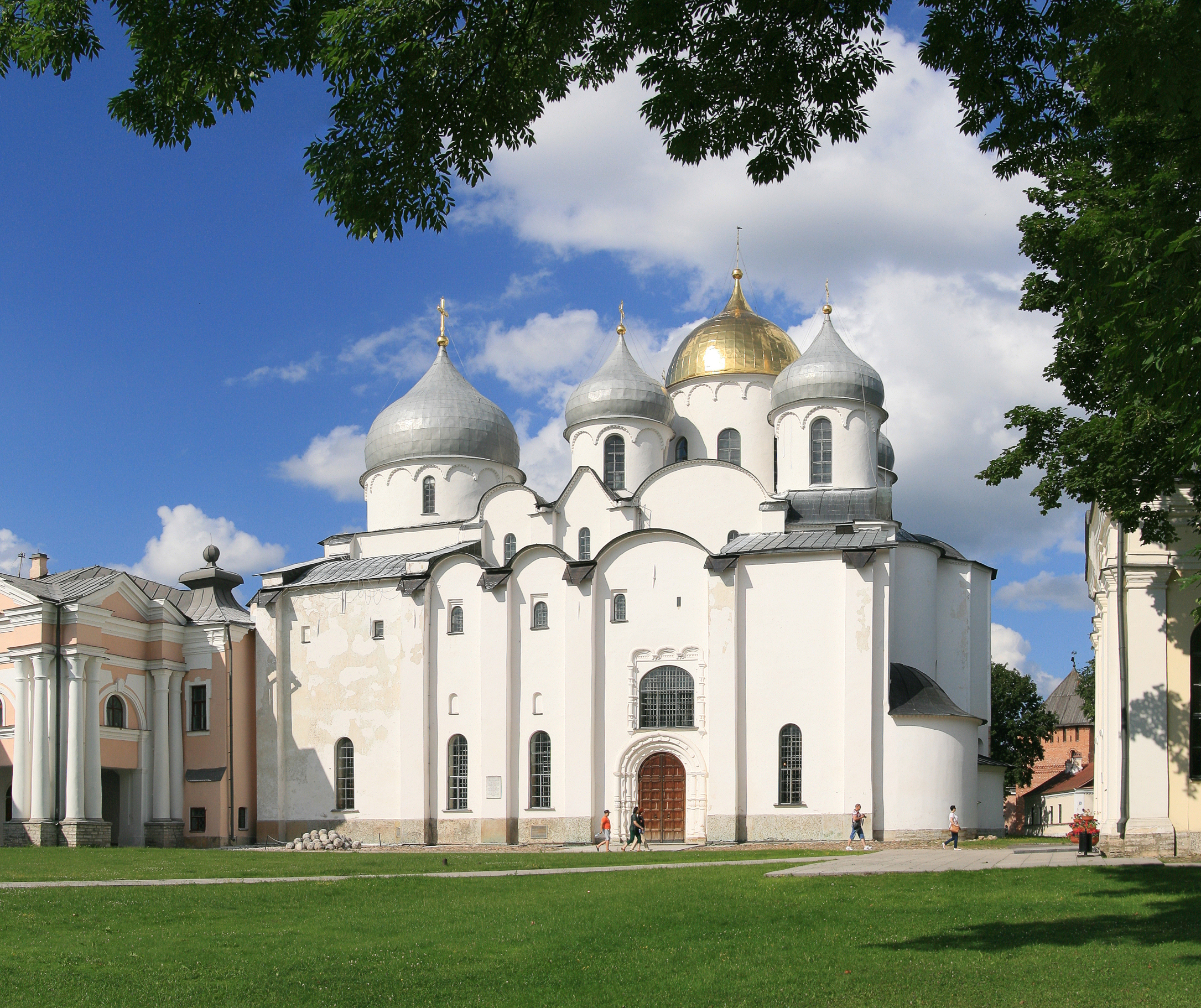
Nhà thờ chính tòa Thánh Sophia ở Veliky Novgorod (1045–1050)
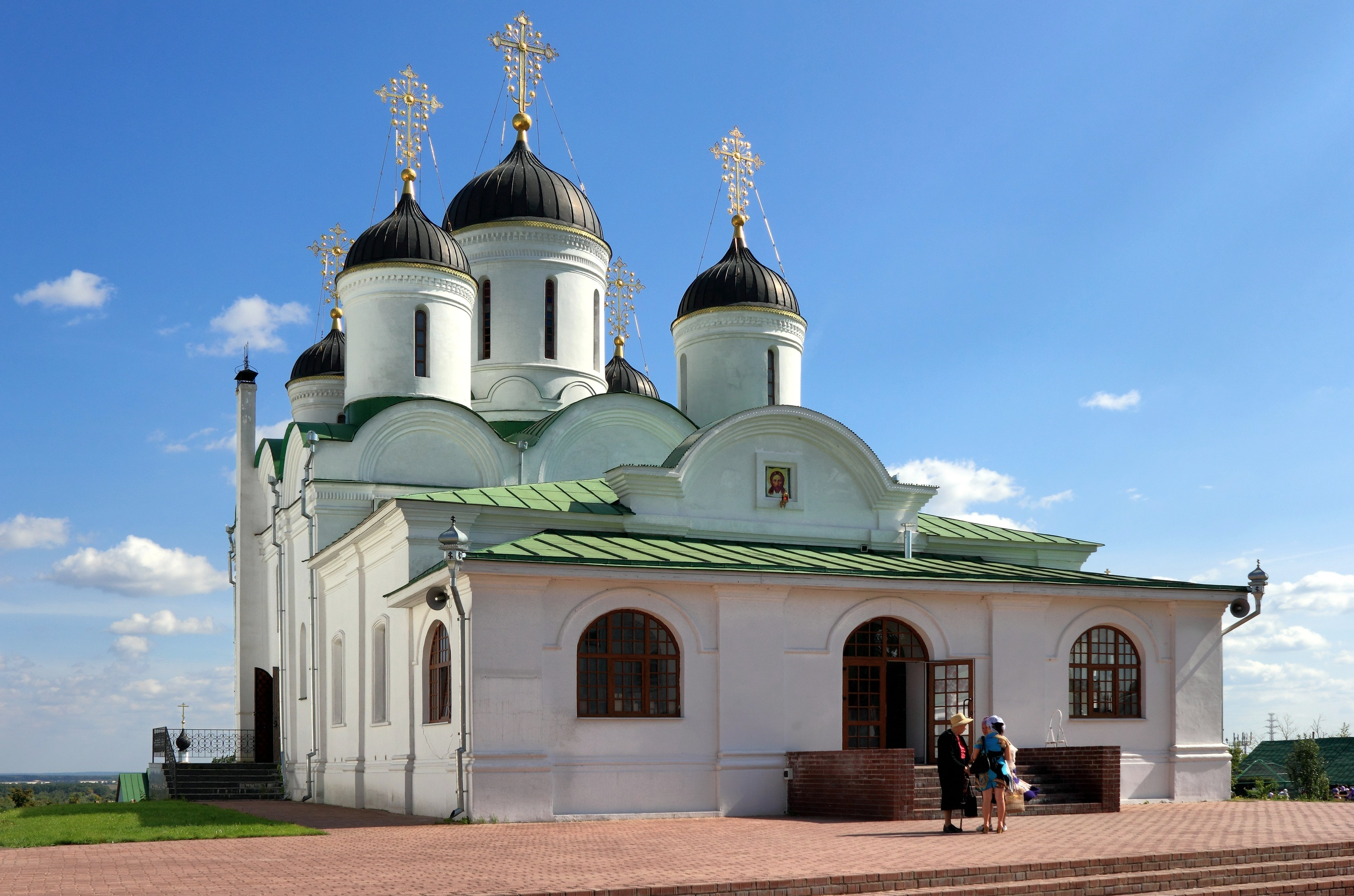
Tu viện Biến hình ở Murom (1096)
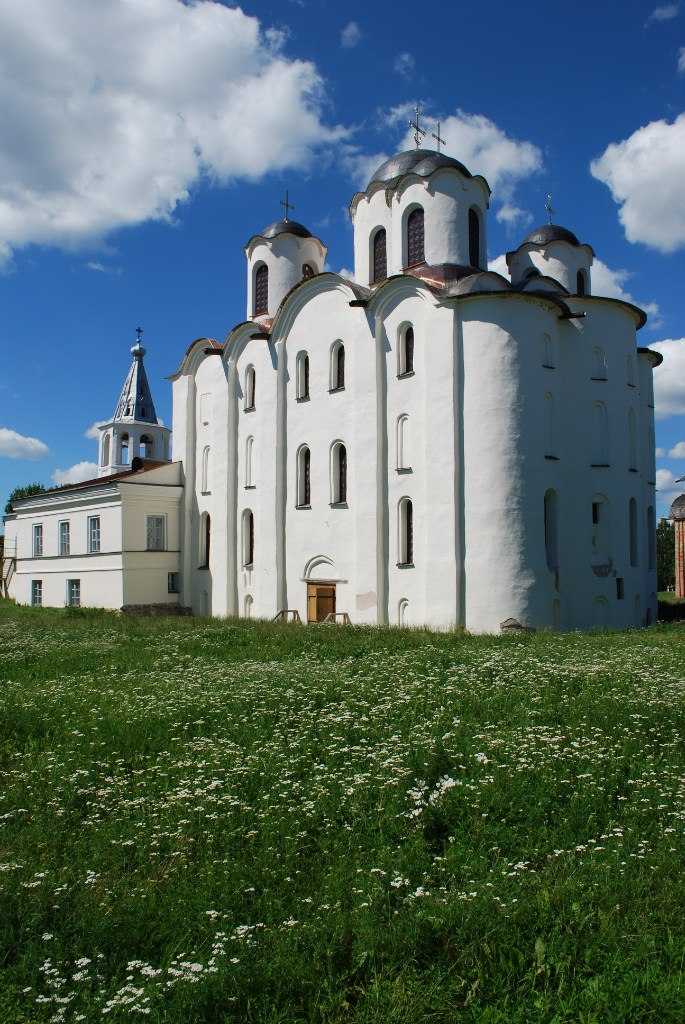
Nhà thờ chính tòa Thánh Nicholas ở Veliky Novgorod (1113–1136)
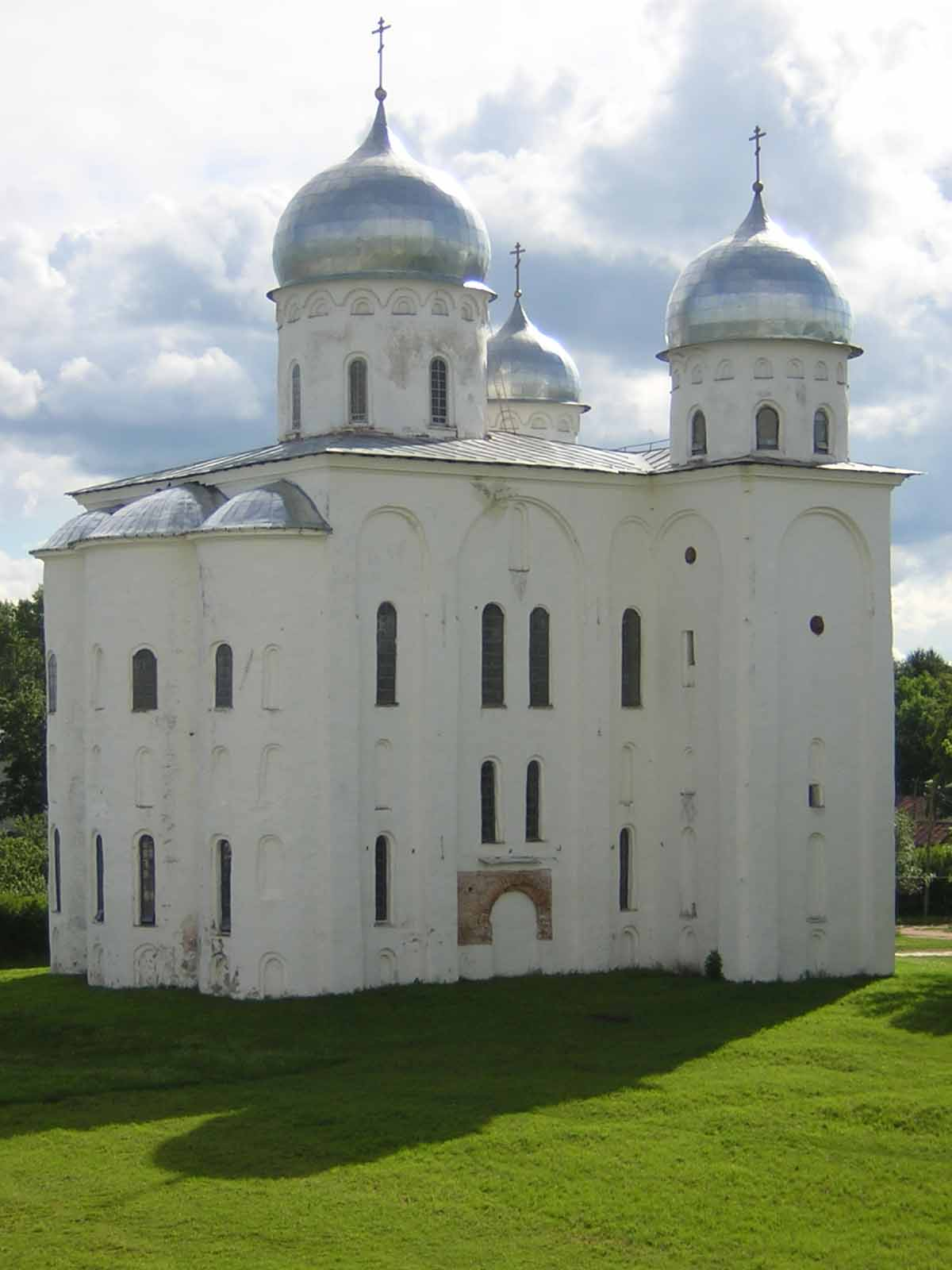
Nhà thờ chính tòa Thánh George của Tu viện Yuriev  ở Veliky Novgorod (1119)
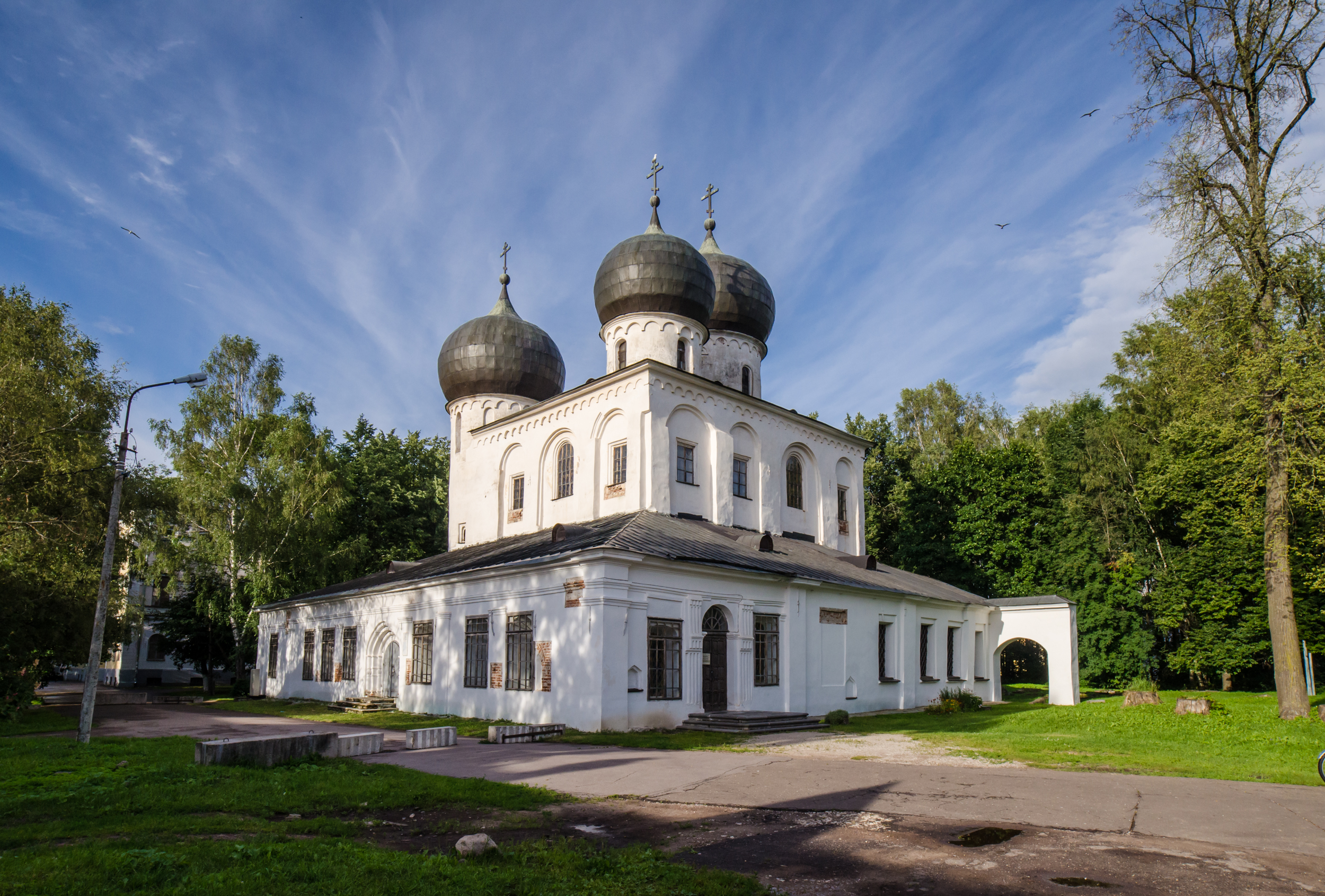
Nhà thờ của Tu viện Antoniev (1122)
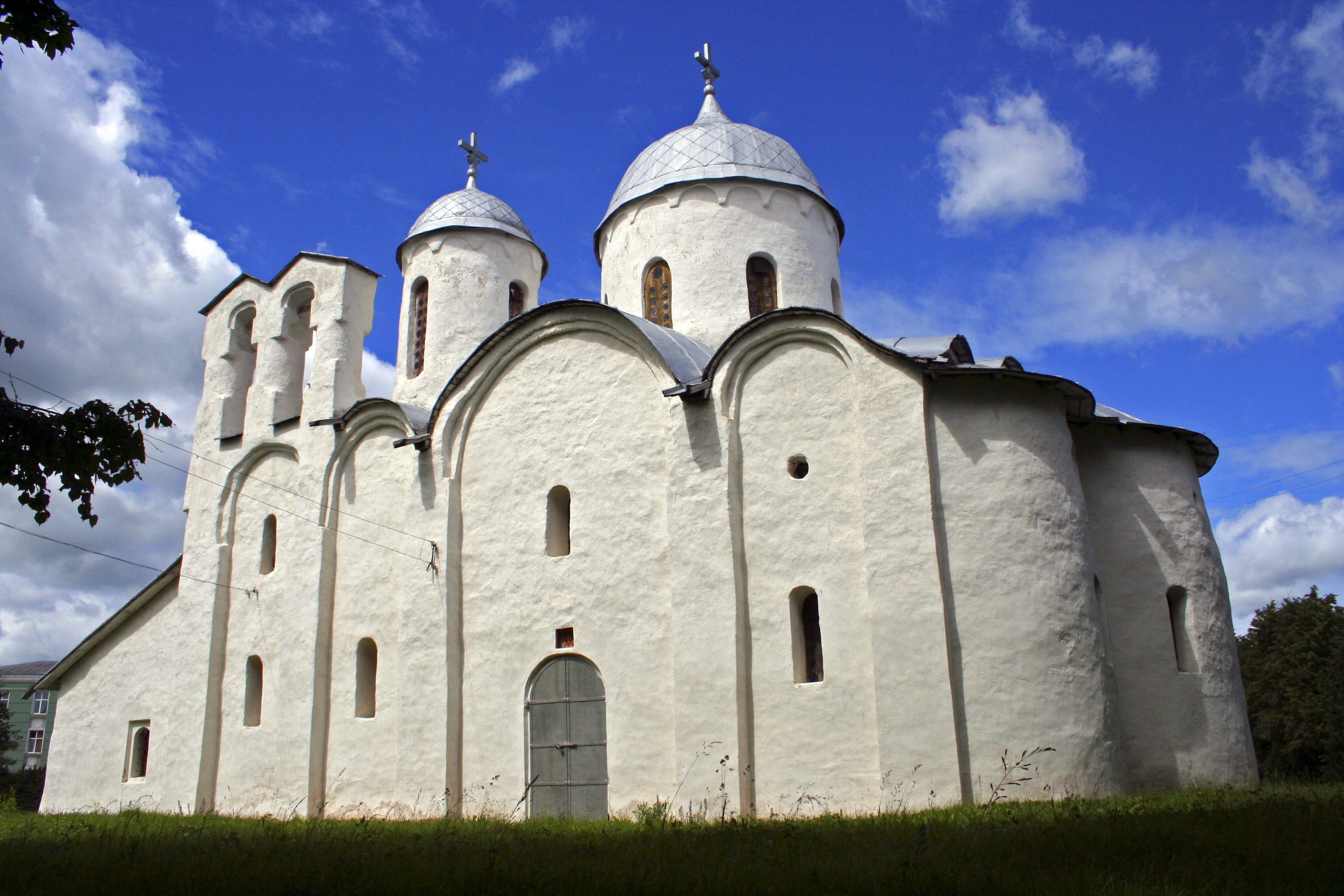
Nhà thờ chính tòa Thánh John Tẩy giả (xây dựng năm 1199-1139, lần đầu được nhắc đến năm 1243)
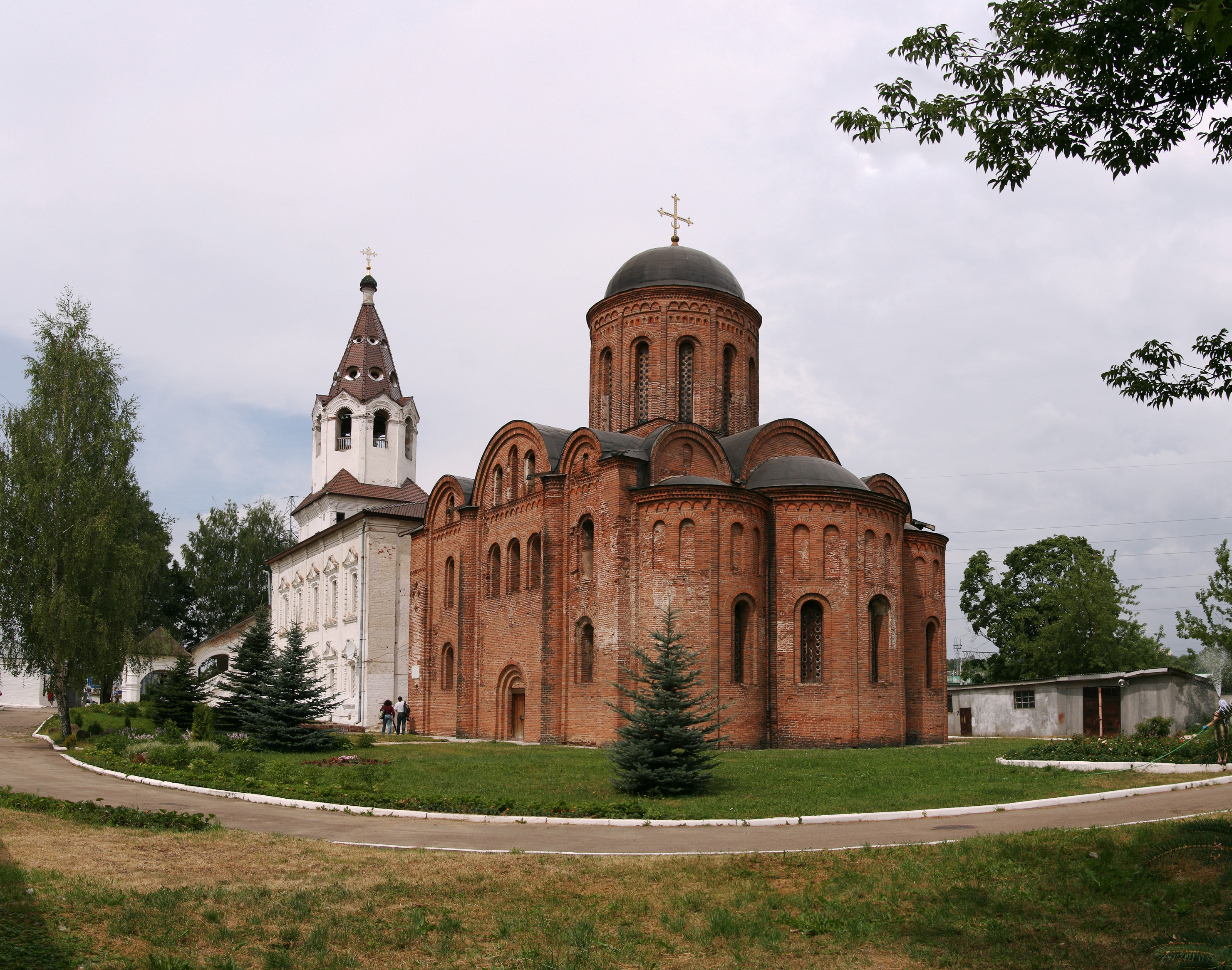
Nhà thờ Thánh Peter và Thánh Paul ở Smolensk (1146)
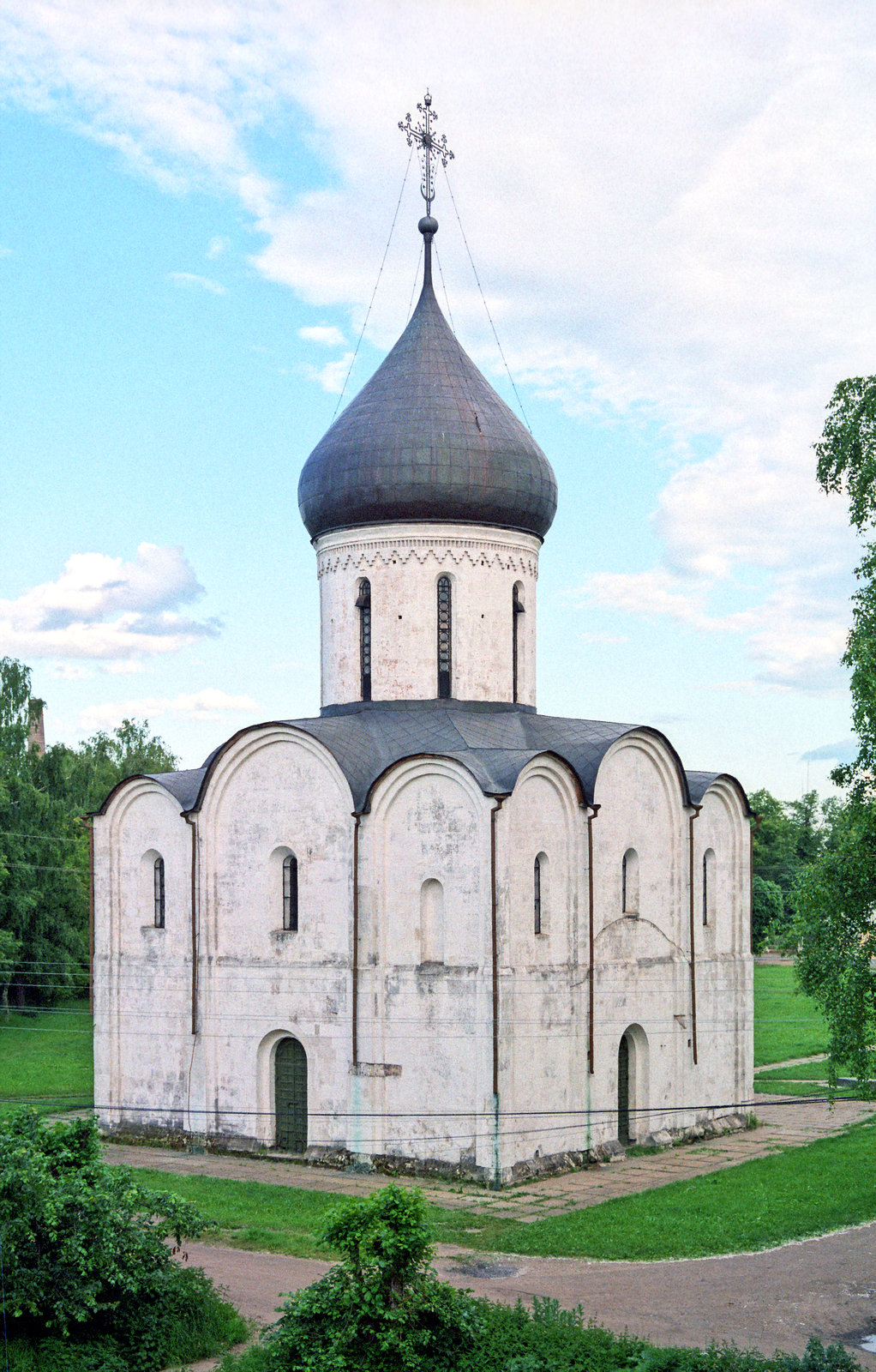
Nhà thờ Biến hình ở Pereslavl-Zalessky (1152)
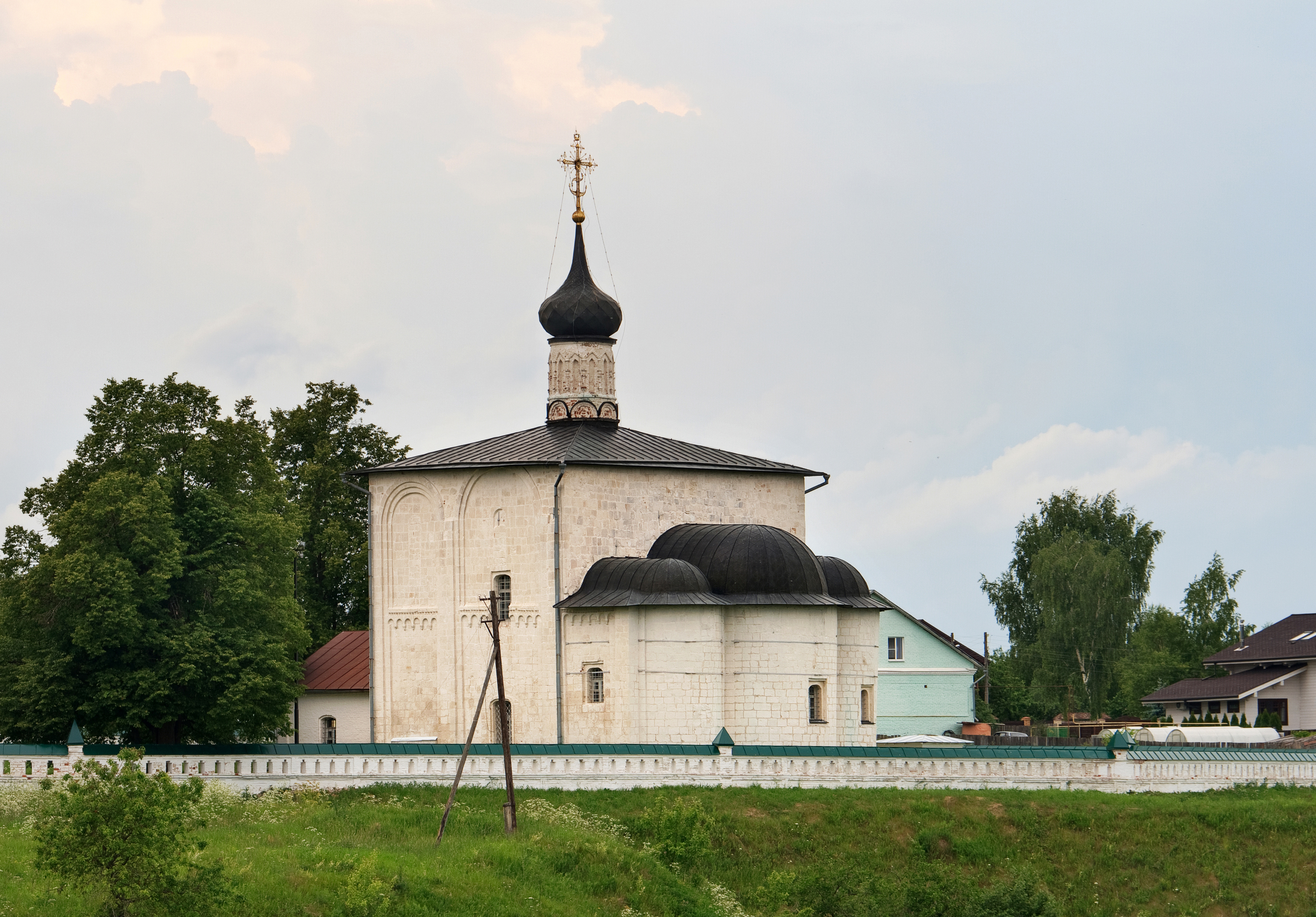
Nhà thờ Kideksha (1152)
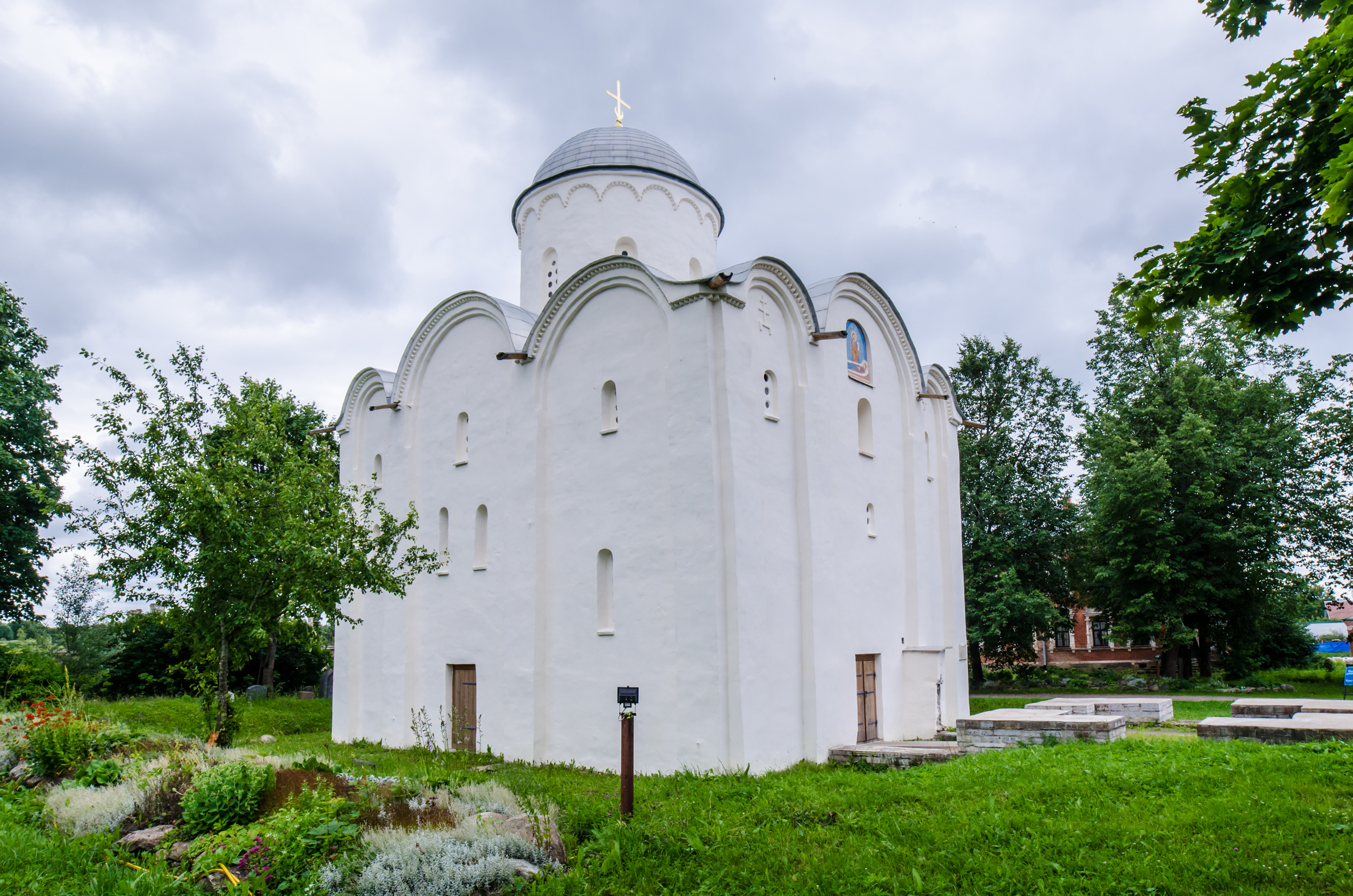
Nhà thờ chính tòa Thăng thiên, Staraya Ladoga (1154-1159)
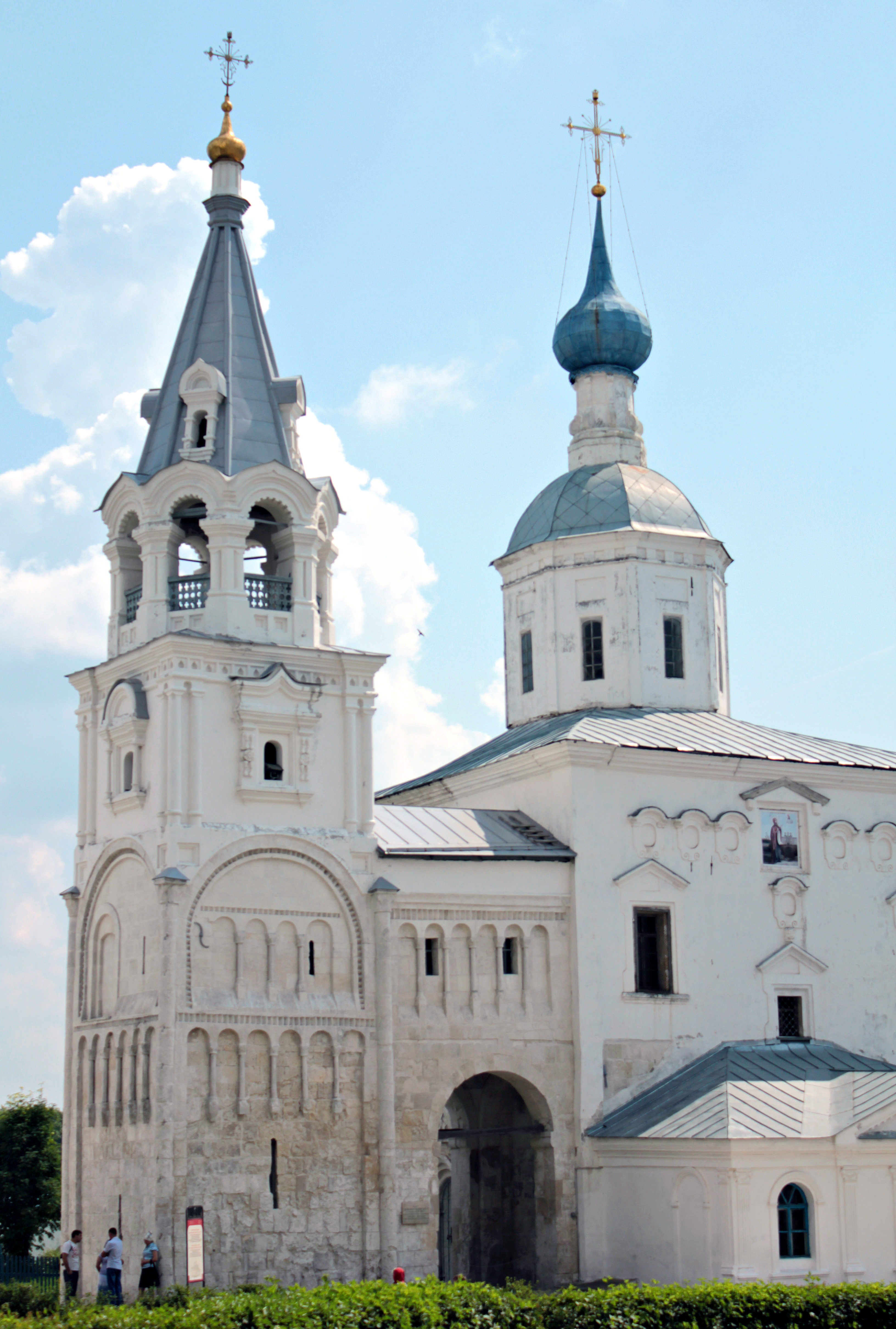
Phần còn lại của lâu đài Bogolyubov (trái) và Nhà thờ Đức Mẹ đồng trinh giáng sinh (phải) (1158)
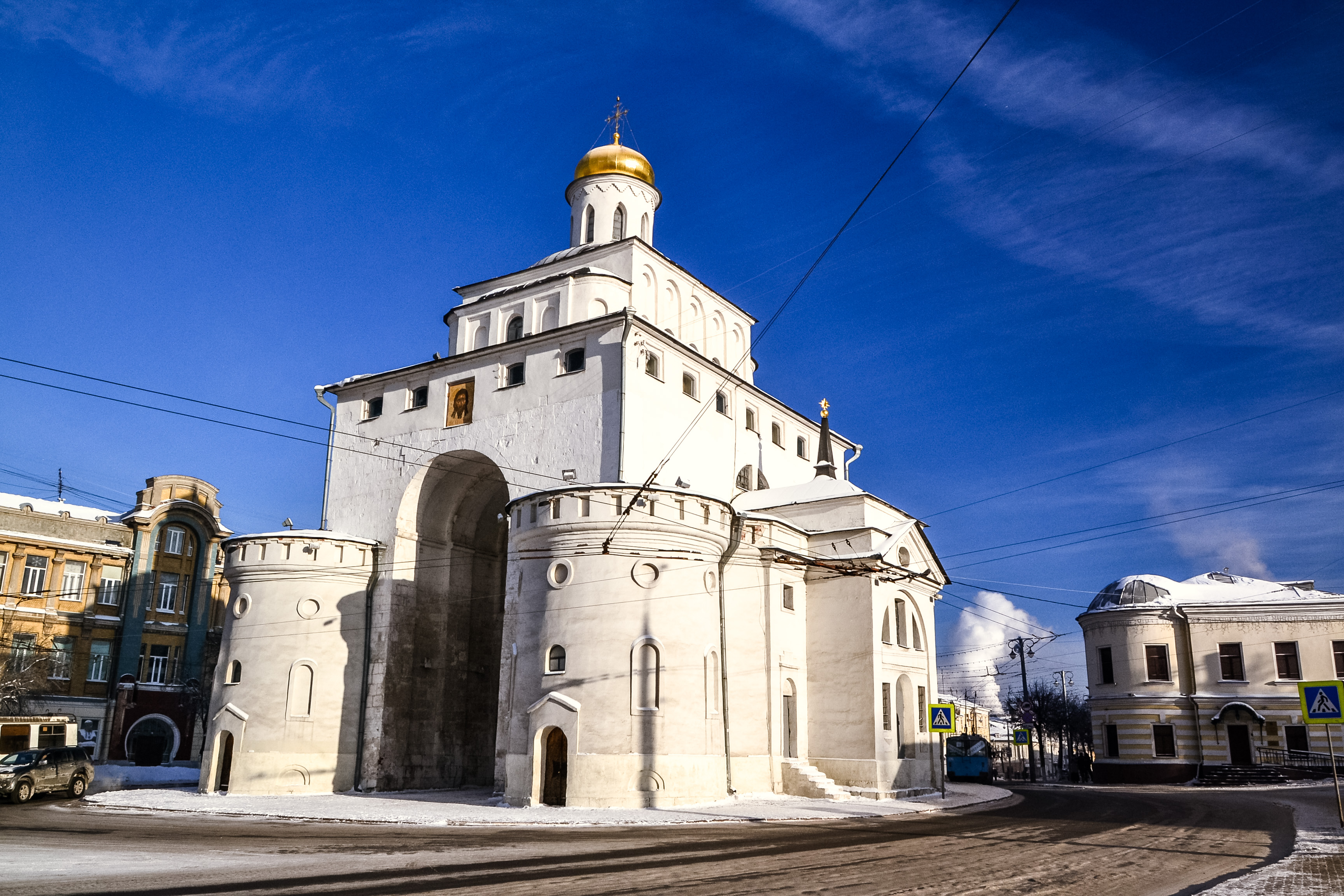
Cổng Vàng ở Vladimir (1158-1164)
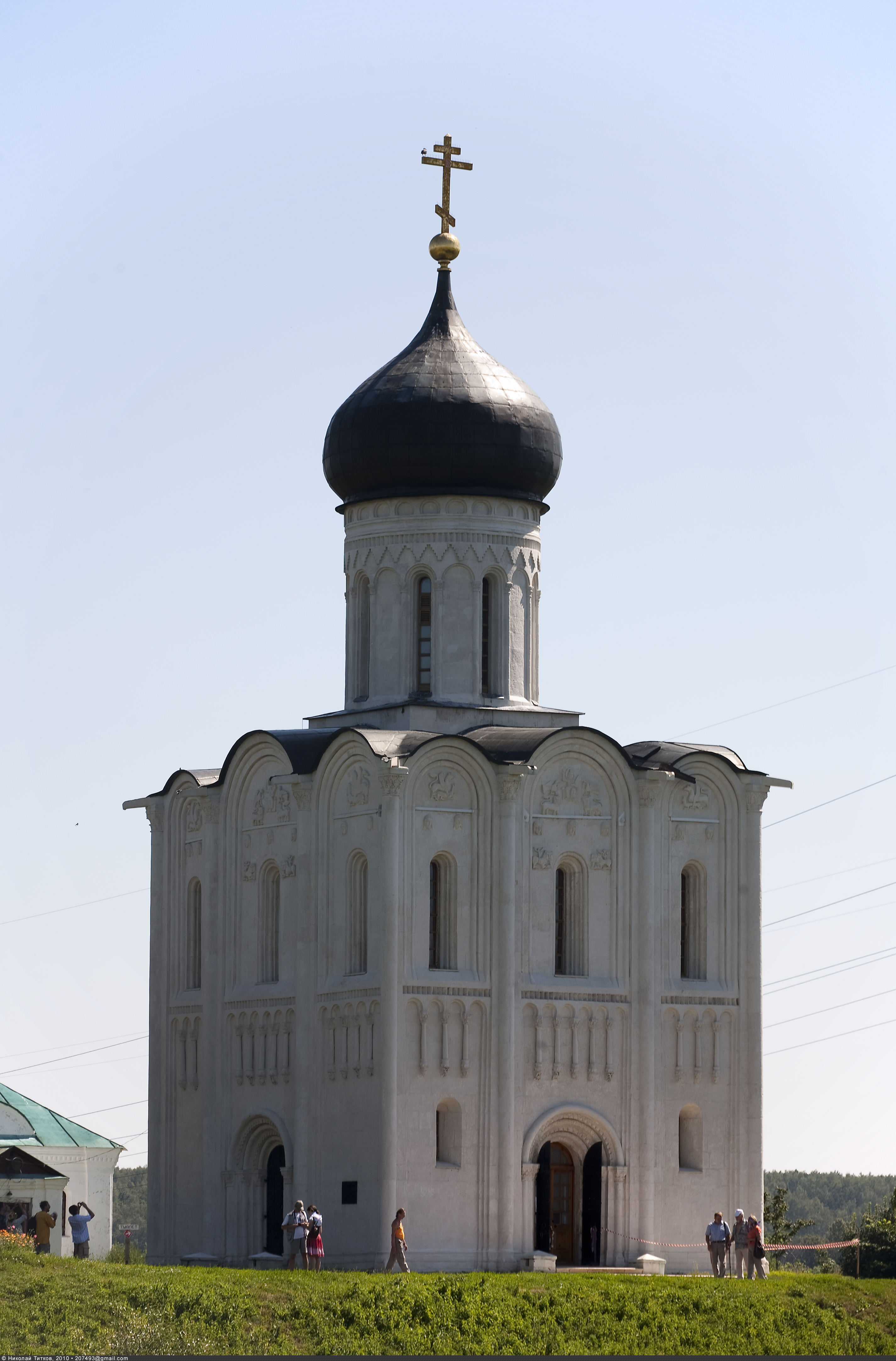
Nhà thờ Chuyển cầu  bên bờ sông Nerl (1165)
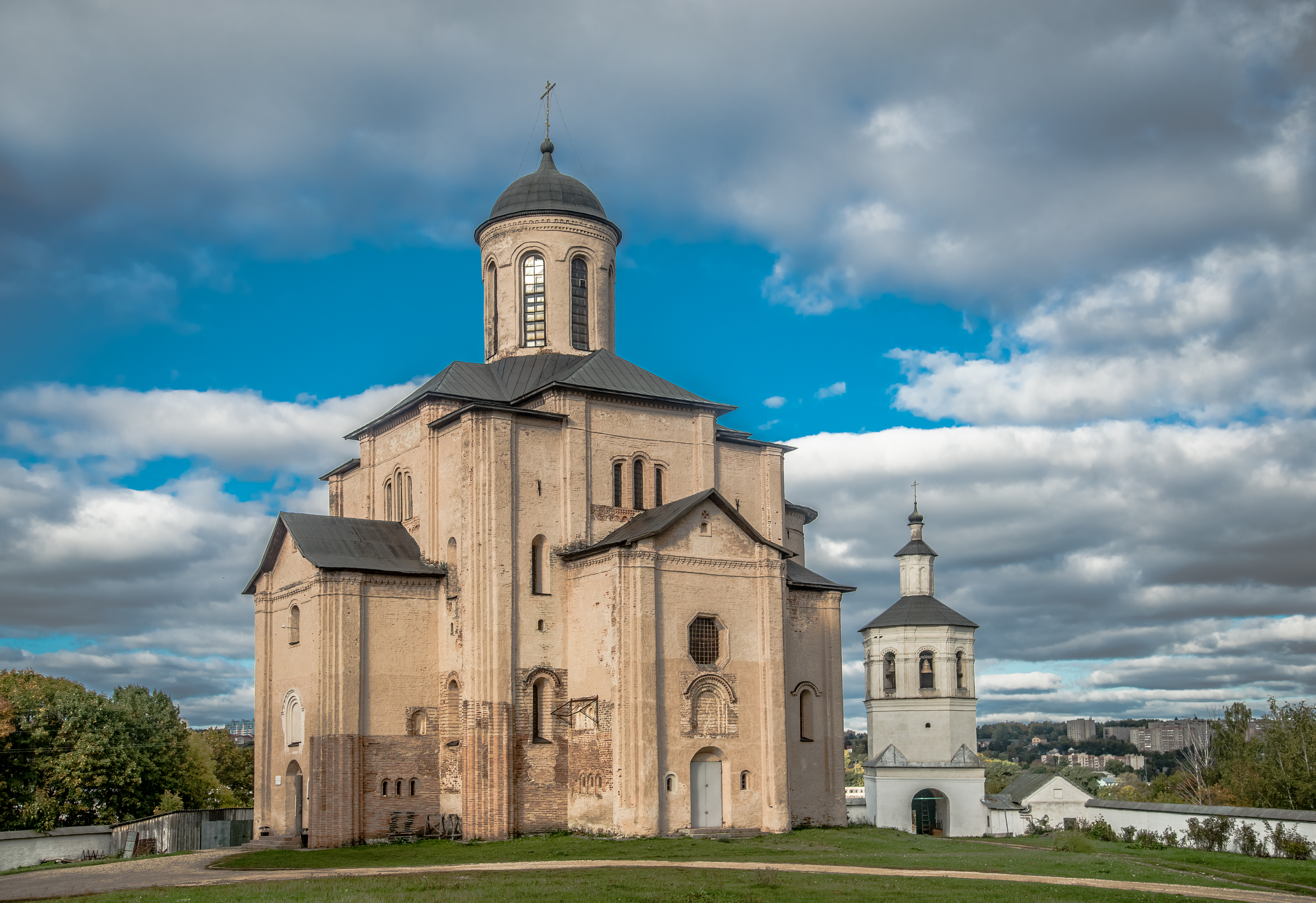
Nhà thờ Tổng lãnh thiên thần Thánh Michael ở Smolensk (1180–1197)
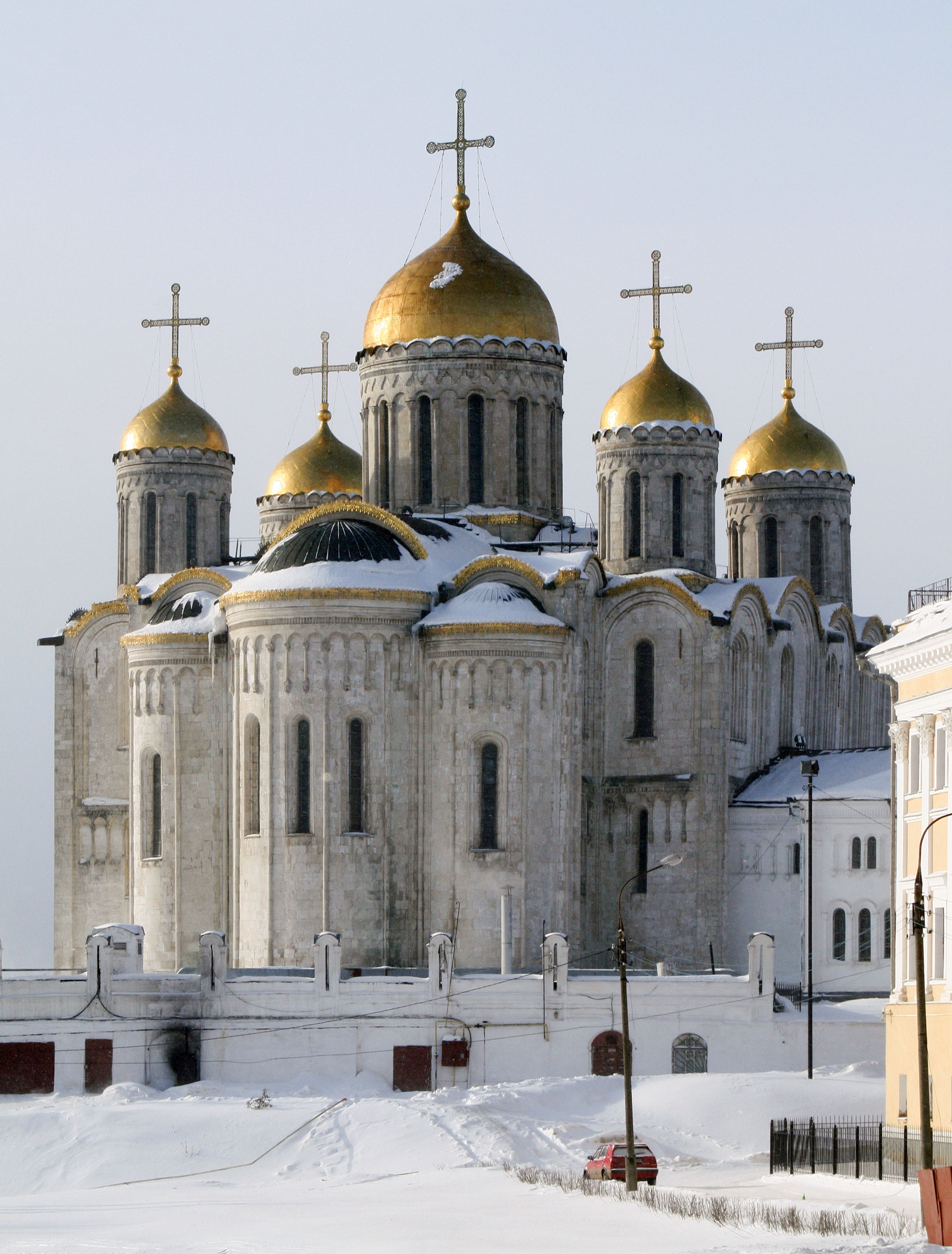
Nhà thờ chính tòa Thăng thiên ở Vladimir (1186-1189)
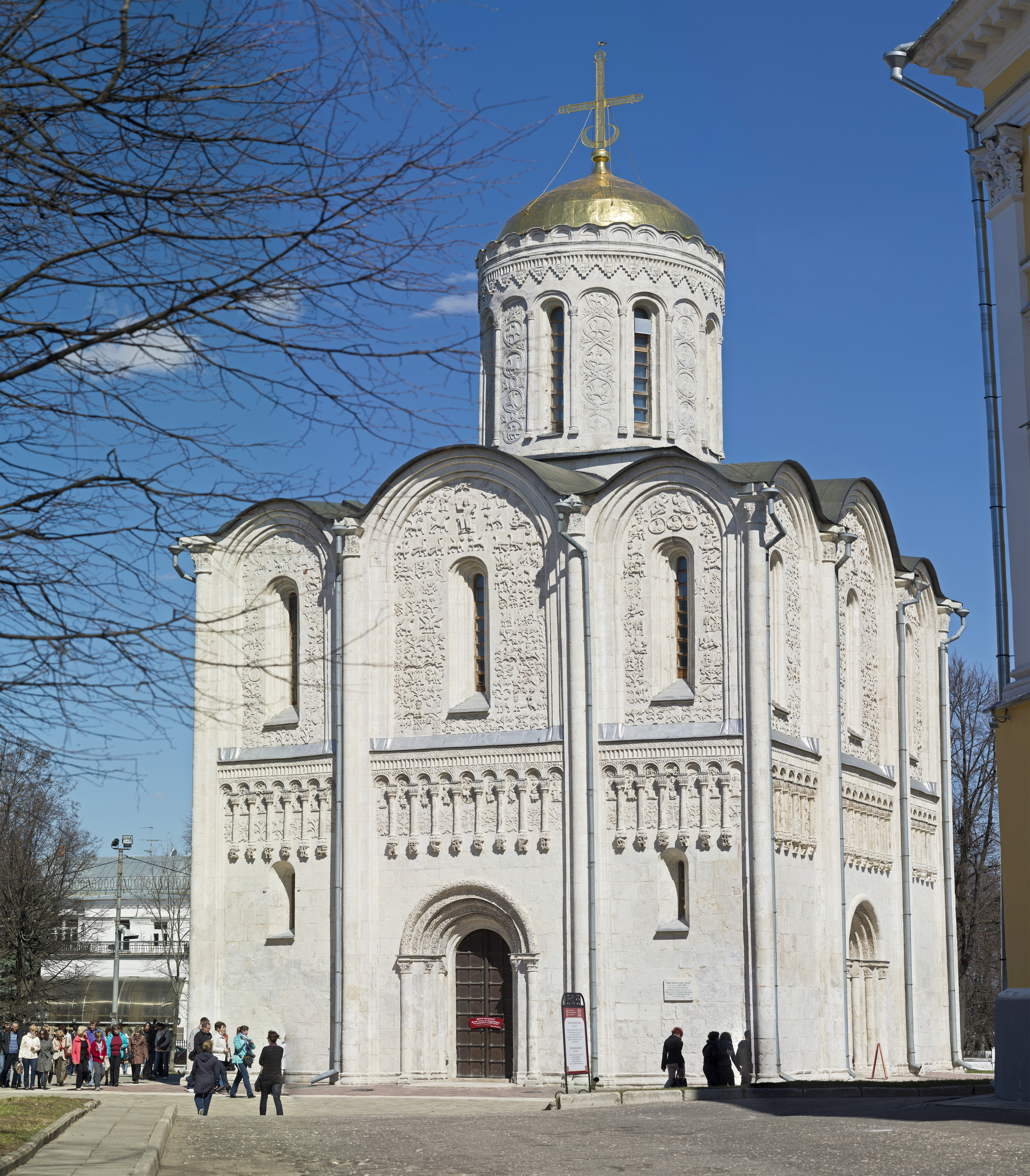
Nhà thờ chính tòa Thánh Demetrius ở Vladimir (1194–1197))
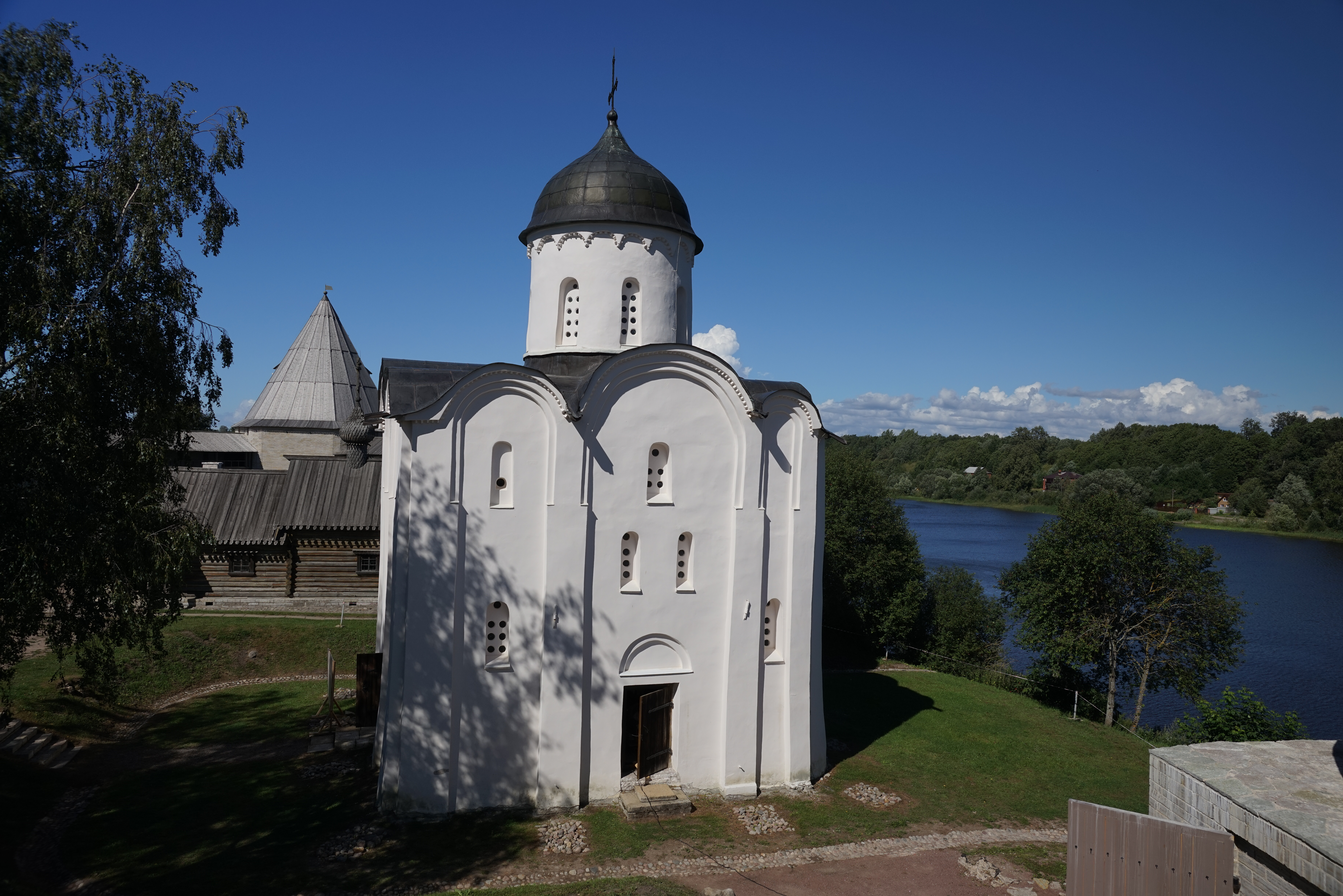
Nhà thờ Thánh George, Staraya Ladoga (1180–1200)
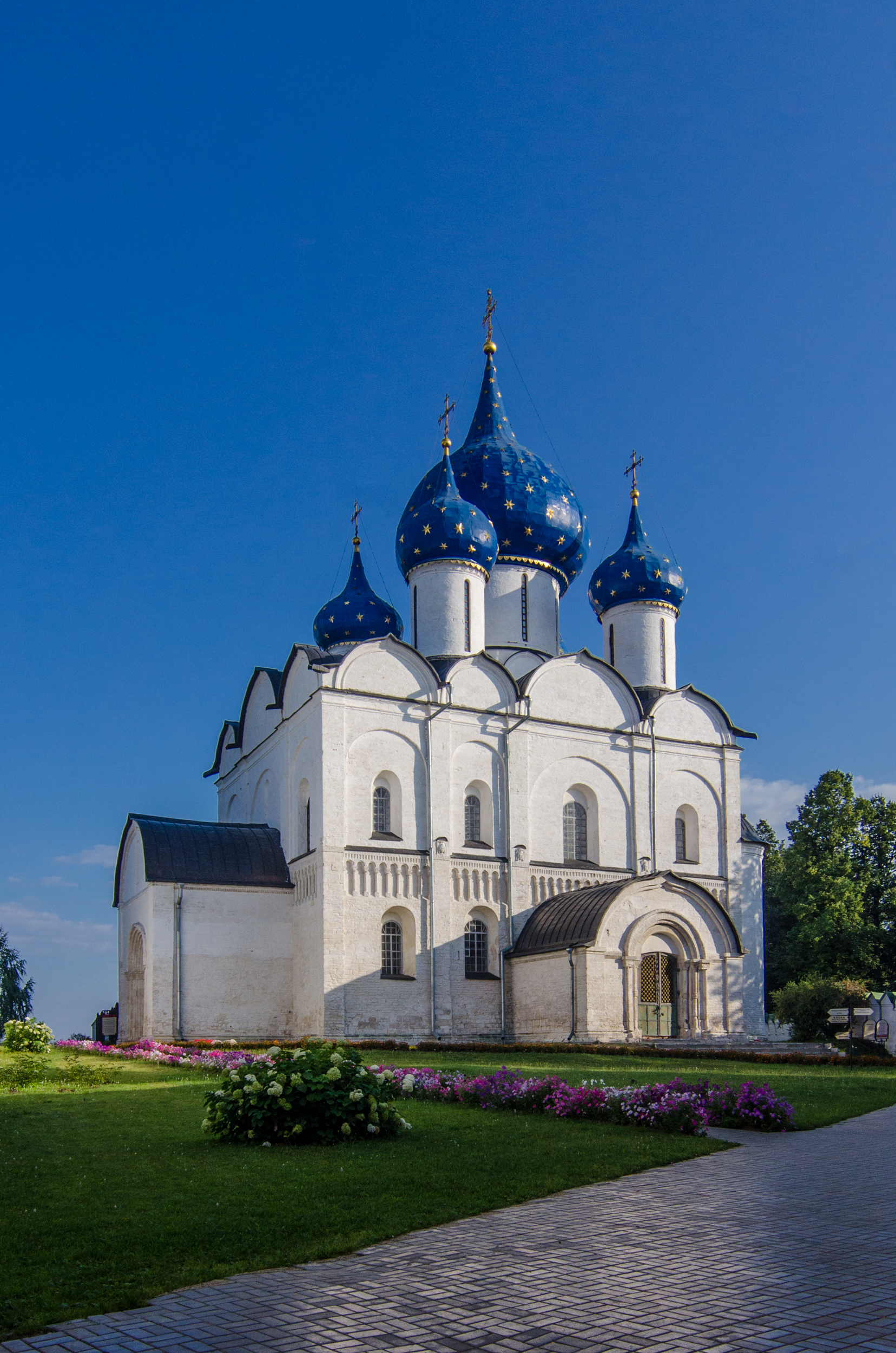
Nhà thờ Thánh đản, Suzdal (1222-1225)

## Thời sơ kỳ công quốc Moskva (1230-1530)

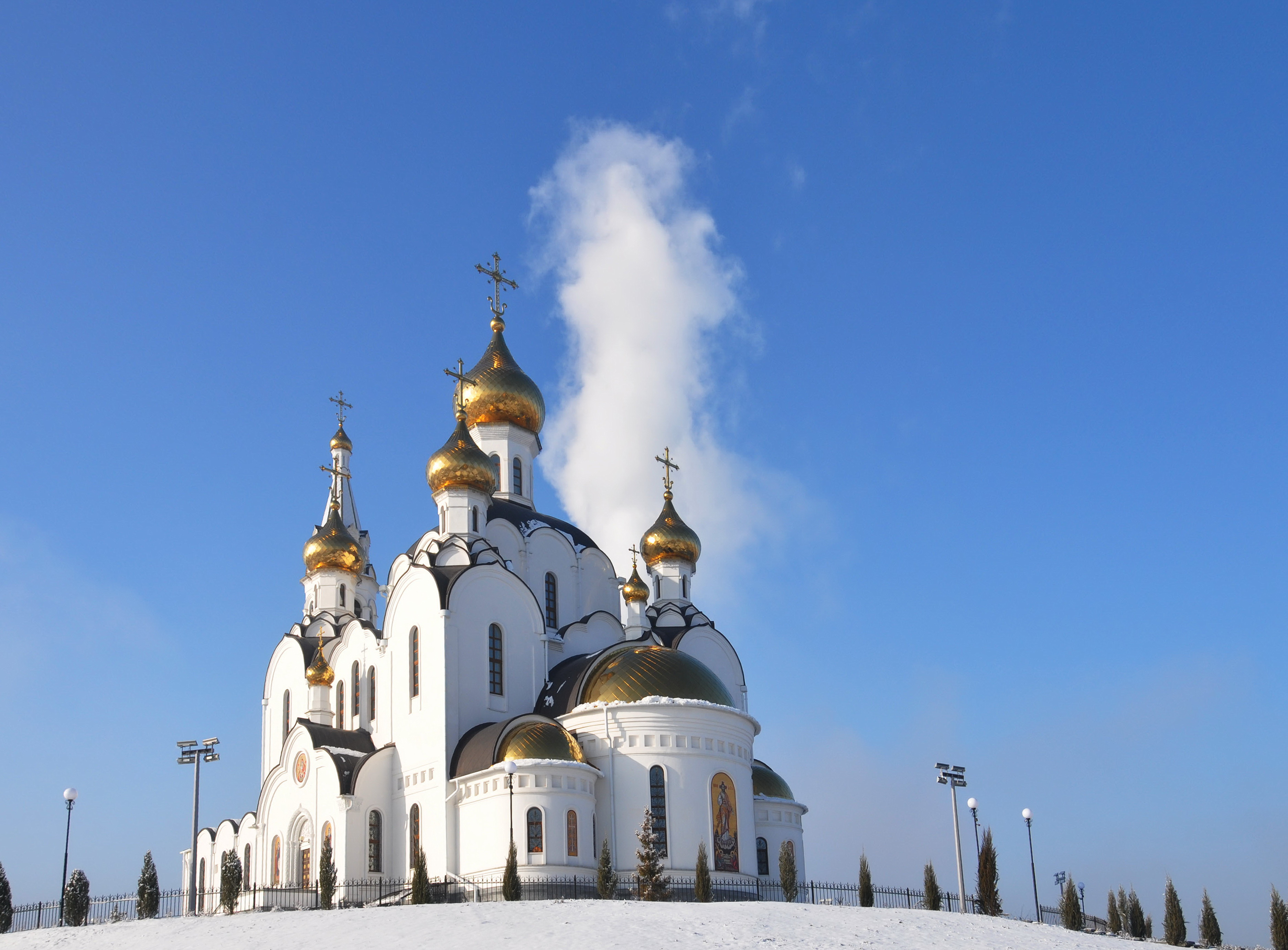
Mái vòm hình củ hành vàng chói và sặc sỡ là thành phần kiến trúc đặc trưng của nhà thờ Nga.

Quân Mông Cổ cướp bóc vùng đất này nặng nề đến độ ngay cả các thủ phủ, như Moskva hay Tver, cũng không còn đủ tiềm lực xây mới nhà thờ bằng đá trong suốt hơn nửa thế kỷ. Tuy vậy, Novgordo và Pskov đã thoát khỏi ách thống trị của Mông Cổ và trở thành những vùng đất thương mại phát triển. Hàng tá nhà cửa thời trung cổ tọa lạc tại những thành phố này (xây từ thế kỷ 12 và sau đó) đã được trùng tu. Các nhà thờ ở Novgorod (như Nhà thờ Biến hình ở đường Iliyan, xây năm 1374) được cất mái nghiêng và chạm khắc gồ ghề, một số nhà thờ chứa những bức tranh bích họa trung cổ lộng lẫy. Các nhà thờ nhỏ xinh ở Pskov mang đến nhiều yếu tố hoàn toàn mới: vòm cung nhọn (corbel arch), gian nhà che cửa chính (church porch), gian ngoài trưng bày tranh tượng và tháp chuông. Tất cảnh những đặc điểm này đã được thợ nề Pskov đưa tới Moskva. Tại Moskva, trong suốt thế kỷ 15, họ hoàn thành hàng loạt công trình, bao gồm cả Nhà thờ Áo choàng Đức mẹ đồng trinh ở điện Kremlin Moskva (1484) và Nhà thờ Thánh Linh Ba Ngôi của Thánh Sergius, xây năm 1476.
Không nhiều nhà thờ xây ở Moskva vào thế kỷ 14, và niên đại chính xác vẫn còn là vấn đề tranh cãi. Các công trình tiêu biểu ở Nikolskoe (gần Ruza, có lẽ xây từ thập niên 1320) và Koloma (có lẽ từ thập niên thứ hai của thế kỷ 14), chỉ là những nhà thờ nhỏ bé, có một mái vòm và được gia cố phòng vệ cẩn thận; vật liệu xây dựng là đá đẽo gọt thô và có thể chống cự được một cuộc vây hãm ít ngày. Với việc xây dựng Nhà thờ chính tòa Thăng thiên ở Zvenigorod (có lẽ từ năm 1399), thợ nề Moskva đã tìm lại được kỹ nghệ của tiền bối thời kỳ tiền Mông Cổ và giải quyết được một số vấn đề xây dựng từng làm khó bậc tiền nhân. Các công trình biểu tượng cho kiến trúc Moskva thời kỳ đầu là Tu viện Ba ngôi của Thánh Sergius (1423), Tu viện Savvin thành Zvenigorod (có lẽ 1405) và Tu viện Thánh Andronik ở Moskva (1427).
Đến cuối thế kỷ 15, Moskva đã trở thành một thành quốc hùng mạnh, từ đó đặt ra yêu cầu cần xây dựng những công trình nguy nga, nhiều mái vòm để sánh ngang với những nhà thờ xây từ thời tiền-Mông Cổ ở Novgorod và Vladimir. Moskva tái dựng những công trình ở Vladimir thành ba nhà thờ chính tòa lớn ở khu vực Kremlin Moskva và trang trí theo mô-típ Italia thời Phục Hưng. Suốt thế kỷ 16, khắp nước Nga học tập kiến trúc các nhà thờ Kremlin đầy tham vọng này (trong số đó có Nhà thờ Thăng thiên và Nhà thờ Tổng lãnh thiên thần), và hơn thế, càng về sau các công trình xây dựng càng lớn hơn và trang trí công phu hơn những công trình trước đó (ví dụ như Nhà thờ chính tòa Hodegetria của nữ tu viện Novodevichy xây vào thập niên 1520)
Ngoài nhà thờ, nhiều dạng công trình kiến trúc khác khởi nguồn từ thời trị vì của Ivan III. Trong đó bao gồm thành trì (Kitai-gorod, thành Kremlin (các tháp canh ta thấy hiện này được xây sau này), Ivangorod), tháp chuông (tháp chuông Ivan Vĩ đại), và các cung điện (Điện Facet và Điện Uglich). Một lý do giải thích cho số lượng lớn cùng sự đa dạng các loại hình công trình là vì giới kiến trúc sư Italia thuyết phục được người Moskva bỏ dần vật liệu đá vôi tuy uy nghiêm nhưng khó sử dụng và đắt đỏ, thay vào đó nên dùng gạch để làm vật liệu xây dựng chính, vừa nhẹ hơn lại vừa rẻ hơn.

## Thời trung kỳ công quốc Moskva (1530-1630)

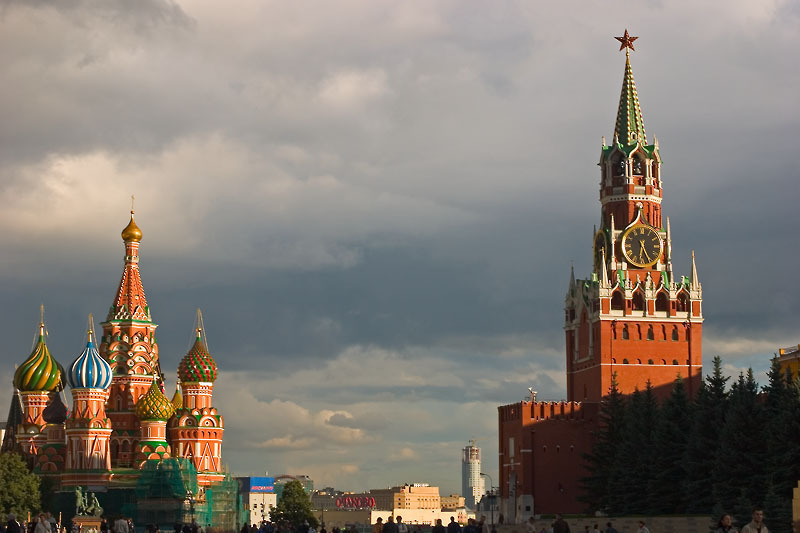
Nhà thờ chính tòa Thánh Basil (trái) và tháp đồng hồ Spasskaya ở thủ đô Moskva, Nga.

Vào thế kỷ 16, một bước phát triển then chốt là sự xuất hiện của kiểu mái hình lều trên công trình kiến trúc gạch. Kiến trúc mái hình lều có lẽ ra đời ở miền Bắc nước Nga, bởi vì
kiểu dáng này ngăn tuyết dồn ứ lại trên các công trình gỗ trong suốt mùa đông dài. Kiểu mái này rất phổ biến ở những nhà thờ bằng gỗ (kể cả những nhà thờ hiện đại). Nhà thờ gạch sử dụng mái dạng lều đầu tiên là Nhà thờ Thăng thiên (Ascension church) ở Kolomenskoe (1531), xây lên để tưởng nhớ ngày Sa hoàng Ivan Hung bạo chào đời. Cách thiết kế của nhà thờ này gây nên nhiều suy đoán, có khả năng phong cách này (chưa từng xuất hiện ở các quốc gia theo Chính thống giáo khác) tượng trưng cho hoài bão của nước Nga non trẻ và sự tự do của nghệ thuật Nga, nay đã thoát khỏi lề lối Byzantine sau khi thành Constantinople (thủ đô của Byzantine) rơi vào tay quân Thổ (Turk).
Nhà thờ dạng lều rất phổ biến dưới thời trị vì của Ivan Hung bạo. Hai công trình quan trọng, xây từ thời Ivan Hung bạo trị vì, sử dụng dạng mái lều có hình dáng và màu sắc kỳ lạ, sắp đặt theo lối thiết kế phức tạp là Nhà thờ Thánh John Tẩy giả (Church of St John the Baptist) ở Kolomenskoye (1547) và Nhà thờ chính tòa Thánh Basil (Saint Basil's Cathedral) trên Quảng trường Đỏ. Công trình kể sau đặt chín bộ mái hình lều vào một bố cục hình vòng tròn rất ấn tượng.

## Thời hậu kỳ công quốc Moskva (1630-1712)
Sau Thời kỳ Nhiễu nhương, nhà thờ và đất nước khánh kiệt, không tìm đâu được nguồn tài chính để tiếp tục công việc xây dựng nữa. Giới thương gia giàu có ở Yaroslavl, bên bờ sông Volga, đã nghĩ ra một sáng kiến. Trong thế kỷ 17, họ xây dựng nhiều nhà thờ mới, dạng như nhà thờ chính tòa, có năm mái vòm hình củ hành, bao quanh là các tháp chuông mái lều và gian bên. Ban đầu, bố cục nhà thờ như vậy trông rõ ràng bất cân xứng, trong đó các thành phần tự cân bằng lẫn nhau theo nguyên tắc "tỷ lệ-rầm xà" (scale-beam) (ví dụ như Nhà thờ Elijah Nhà tiên tri | Church of Elijah the Prophet,1647-1650). Về sau, các nhà thờ ở Yaroslavl lại trở nên cực kỳ cân xứng, với các mái vòm vươn cao hơn bản thân công trình, và được trang trí bằng ngói nhiều màu sắc (ví dụ như Nhà thờ John Kim khẩu bên bờ sông Volga | Church of John the Chrysostom, 1649-1654). Đỉnh cao kiến trúc vùng Volga là Nhà thờ Thanh John Tẩy giả (Church of St John the Baptist), xây năm 1671-1687 - công trình lớn nhất ở Yaroslavl, với 15 mái vòm và hơn 500 bức bích họa. Tường gạch bên ngoài của nhà thờ này, kể từ vòm cupola xuống đến gian nhà che cửa chính (porch) vươn cao, được chạm trổ và trang trí bằng gạch ngói rất công phu.
Nhà thờ Moskva thế kỷ 17 cũng được trang trí vô cùng cầu kỳ, nhưng kích thước nhỏ hơn nhiều. Đầu thế kỷ này, người Moskva vẫn ưa kết cấu mái lều. Công trình khiến họ tự hào là Nhà thờ Thăng thiên "Thần diệu" ("Miraculous" Assumption Church) ở Uglich (1627): ba mái lều xinh đẹp đứng thành một hàng, gợi lên hình ảnh ba cây nến đang rực cháy. Bố cục như vậy tiếp tục được áp dụng cho Nhà thờ Hodegetria (Hodegetria Church) ở Vyazma (1638)  và Nhà thờ Thánh đản (Nativity Church) ở Putinki, Moskva (1652). Cho rằng những công trình này đi ngược lại với phong cách Byzantine truyền thống, Thượng phụ Nikon tuyên bố chúng "phản quy chuẩn của giáo hội". Ông khuyến khích xây những công trình trau chuốt dùng làm nơi tăng lữ cư trú (như Kremlin Rostov bên bờ hồ Nero, có năm nhà thờ vươn cao, nhiều tháp, điện và buồng). Nikon tự thiết kế một nơi cư trú mới dành cho mình ở Tu viện Tân Jerusalem, tại đây nổi bật với một nhà thờ hình vòm (rotunda) - công trình đầu tiên theo phong cách này ở Nga.
Kể từ khi kiến trúc mái lều bị cấm, kiến trúc sư Moskva phải thay thế bằng kiểu đặt liên tiếp các hàng vòm cung nhọn - corbel arch (gọi là kokoshnik), yếu tố trang trí này trở thành con dấu xác nhận cho phong cách đầy hào nhoáng ở Moskva trong thế kỷ 17. Một trong những ví dụ đầu tiên của phong cách này là Nhà thờ Kazan trên Quảng trường Đỏ (1633-1636). Cuối thế kỷ 17, hơn 100 nhà thờ theo phong cách đã được xây dựng ở Moskva, và có lẽ nhiều không kém ở vùng lân cận. Trong số những ví dụ tiêu biểu có các nhà thờ Chúa Ba ngôi thần thánh ở Nikitniki (churches of the Holy Trinity, 1653), Nhà thờ Thánh Nicholas ở Khamovski (1682) và Nhà thờ Chúa Ba ngôi thần thánh ở Ostankino (1692). Có thể nói công trình mang tính đại diện nhất cho phong cách này là Nhà thờ Thánh Nicholas "Đại Thập tự" (Church of St Nicholas (the "Grand Cross") ở Kitai-gorod, đã bị tàn phá không thương tiếc theo lệnh của Stalin.

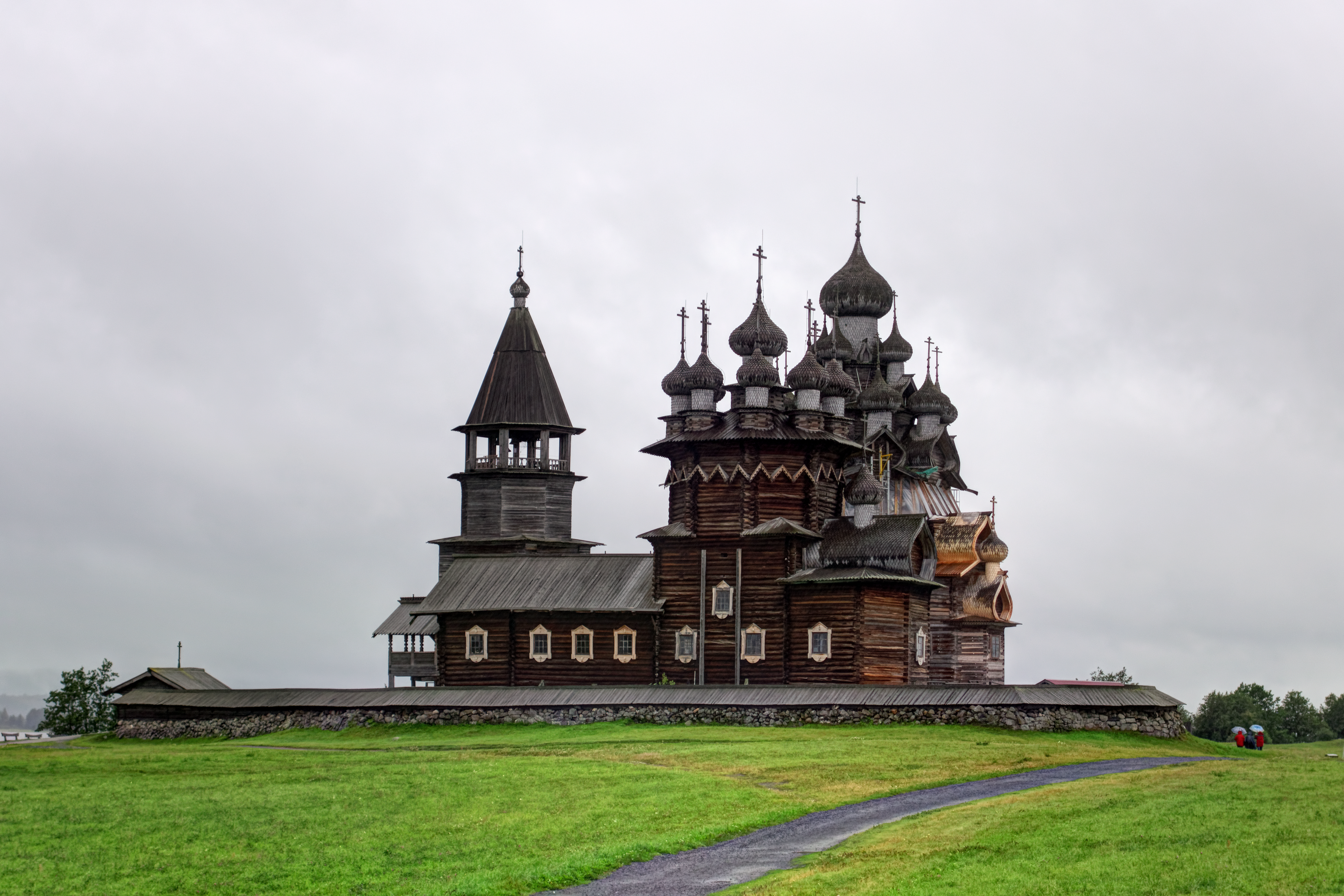
Nhà thờ Biến hình, một kiến trúc bằng gỗ nhiều mái vòm rất nổi tiếng ở Kizhi Pogost, Nga.

Khi kiến trúc Nga lùi dần về hướng thuần trang trí, kiến trúc Nga cũng bị ảnh hưởng với phong cách Baroque Ba Lan và Ukraina. Các nhà thờ Baroque đầu tiên  chỉ là những công trình nhỏ xây trên lãnh địa gia tộc Naryshkin gần Moskva, vì thế thuật ngữ Baroque Naryshkin thường được dùng để chỉ phong cách này. Một số nhà thờ trong số đó giống như ngọn tháp, với các tầng hình lập phương và hình bát giác, đặt trên đỉnh nhau (Nhà thờ Chúa cứu thế | Savior Church ở Ubory, 1697). Số khác có kết cấu dạng chiếc thang, với một tháp chuông vươn cao hơn bản thân nhà thờ (Nhà thờ Intercession ở Fili, 1695). Dạng thức trang trí theo phong cách Baroque và flamboyant quá cầu kỳ đến độ trông nhà thờ hệt như một tác phẩm của thợ kim hoàn chứ không phải của thợ nề nữa (ví dụ, Nhà thờ Chúa Ba ngôi ở Lykovo, 1696). Có lẽ ví dụ đẹp đẽ nhất của phong cách Baroque Naryshkin là Nhà thờ Thăng thiên (Assumption Church) nhiều mái vòm trên đường Pokrovka, Moskva (xây 1696-1699, phá năm 1929). Giới kiến trúc sư theo phong cách này cũng là những người đã trùng tu một số công trình tu viện ở Moskva theo kiểu dùng hai màu đỏ và trắng, tiêu biểu là nữ tu viện Novodevichy và tu viện Donskoy.
Phong cách Baroque nhanh chóng lan khắp nước Nga, thay thế dần những kiểu dáng truyền thống và kiến trúc quy chuẩn của giáo hội. Thương nhân Stroganov tài trợ việc xây dựng các công trình Baroque đầy uy nghiêm ở Nizhny Novgorod (Nhà thờ Thánh đản | Nativity Church, 1703) và vùng lãnh nguyên xa xôi (Nhà thờ Presentation | Presentation Cathedral ở Solvychegodsk, 1693). Trong những thập kỷ đầu thế kỷ 18, một số nhà thờ Baroque nổi bật được xây dựng ở những thành phố miền Đông như Kazan, Solikamsk, Verkhoturye, Tobolsk và Irkutsk. Một điều đáng chú ý là những nhà thờ bằng gỗ truyền thống được thợ mộc vùng Bắc Nga xây cất. Không cần búa và đinh tán, họ vẫn dựng nên những công trình kỳ lạ như Nhà thờ Chuyển cầu (Intercession Church) 24 mái vòm ở Vytegra (xây năm 1708, cháy năm 1963) và Nhà thờ Biến hình (Transfiguration) 22 mái vòm ở Kizhi (1714).

## Thời Đế quốc Nga (1712-1917)
Năm 1712, Pyotr I chuyển kinh đô từ Moskva tới St Petersburg. Trước đó, ông đã lập kế hoạch kiến thiết thành phố này theo phong cách thường được gọi là Petrine Baroque. Công trình tráng lệ của St Petersburg bao gồm Nhà thờ chính tòa Peter & Paul cùng Điện Menshikov. Dưới thời trị vì của nữ hoàng Anna và nữ hoàng Elizaveta Petrovna, phong cách Baroque xa hoa của Bartolomeo Rastrelli hoàn toàn chiếm thế áp đảo trong kiến trúc Nga. Các công trình biểu tượng cho Rastrelli có thể kể tới Cung điện Mùa đông, Cung điện Catherine và Nhà thờ chính tòa Smolny. Những công trình khác biệt của phong cách Baroque Elizabeth là Tu viện Troitse-Sergiyeva và Cổng Đỏ (Red Gate).

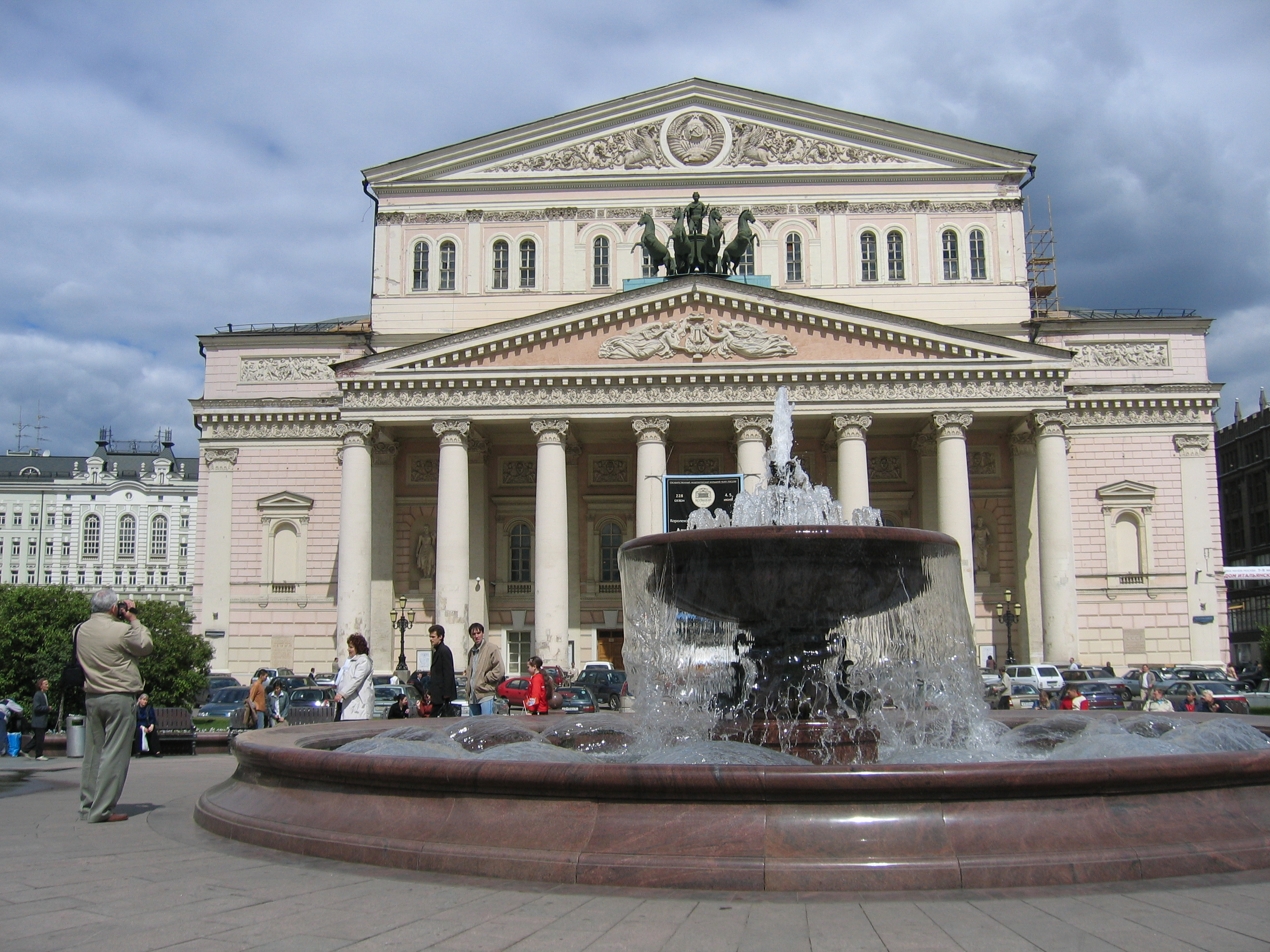
Nhà hát Bolshoi ở Moskva, Nga.

Ekaterina Đại đế sa thải Rastrelli và bảo trợ cho các kiến trúc sư tân cổ điển được mời tới từ Scotland và Italy. Một số công trình tiêu biểu xây dưới thời trị vì của bà là Điện Alexander (thiết kế bởi Giacomo Quarenghi) và Nhà thờ chính tòa Chúa Ba ngôi (Trinity Cathedral) của tu viện Alexander Nevsky (thiết kế bởi Ivan Starov). Dưới thời Ekaterina, phong cách Phục hưng Gothic Nga đã được Vasily Bazhenov và Matvei Kazakov phát triển ở Moskva. Sa hoàng Alexander I thích phong cách Đế chế, thực tế đã trở thành phong cách duy nhất dưới thời ông trị vì, thể hiện qua các công trình như Nhà thờ chính tòa Kazan, tòa nhà Hải quân, Nhà hát Bolshoi, Nhà thờ chính tòa Thánh Isaac, và Cổng Chiến thắng Narva (Narva Triumphal Gates) ở St Petersburg. Ở Moskva, ảnh hưởng của phong cách Đế chế còn mạnh mẽ hơn. Tại đây người ta xây dựng lại hàng ngàn ngôi nhà bị tàn phá trong khói lửa chiến tranh năm 1812.
Thập niên 1830, Sa hoàng Nicholas I nới lỏng quy định trong ngành kiến trúc, qua đó mở ra cơ hội phát triển những hiện thân của thuyết chiết trung thời sơ khai. Những thiết kế giả-Nga của Konstantin Ton trở thành lựa chọn ưa thích trong xây dựng nhà thờ (Nhà thờ Chúa cứu thế | Cathedral of Christ the Saviour, 1832–1883). Trong khi ấy, công trình công cộng do ông thiết kế lại đi theo truyền thống Phục hưng, tiêu biểu như Đại cung điện Kremlin (1838-1849) và Quân khí xưởng Kremlin (1844-1851). Tiếp sau đó, thời trị vì của Alexander II và Alexander III thúc đẩy một phong cách Phục hưng Byzantine Nga trong kiến trúc nhà thờ, trong khi công trình dân sự vẫn tuân theo phong cách chiết trung phổ biến trên toàn châu Âu; hiện trạng này cho thấy hai đặc điểm nổi bật của các xu hướng phục hưng toàn quốc ngày càng nở rộ: bản xứ và tưởng tượng.
Phong cách Tân Nghệ thuật Nga (Russian Art Nouveau) thống trị kiến trúc giai đoạn 1895-1905, nhất là ở Moskva (Lev Kekushev, Fyodor Schechtel và William Walcot). Phong cách này vẫn tiếp tục là lựa chọn phổ biến cho tới khi thế chiến I bùng nổ. Giai đoạn 1905-1914, Tân Nghệ thuật Nga mở đường cho sự phục hưng tân cổ điển Nga - kết hợp phong cách Đế chế, truyền thống Palladian với công nghệ xây dựng đương thời.